# Amblyaspis strandi
Amblyaspis strandi är en stekelart som beskrevs av Jean-Jacques Kieffer 1914. Amblyaspis strandi ingår i släktet Amblyaspis och familjen gallmyggesteklar. Inga underarter finns listade i Catalogue of Life.